# Georgina Campbell
Georgina Campbell (Maidstone, 12 juni 1992) is een Britse actrice.

## Carrière
Campbell begon in 2009 met acteren in de televisieserie Freak, waarna zij nog meerdere rollen speelde in televisieseries en films. Zo speelde zij in onder andere After Hours (2015), Flowers (2016) en Broadchurch (2017). In 2015 won zij een British Academy Television Awards voor haar rol in de film Murdered by My Boyfriend.

## Filmografie

### Films
Uitgezonderd korte films.
- 2024 The Watchers - als Ciara
- 2023 T.1.M. - als Abi
- 2023 Lovely, Dark, and Deep - als Lennon
- 2023 Bird Box: Barcelona - als Claire
- 2022 Barbarian - als Tess
- 2021 All My Friends Hate Me - als Fig
- 2021 Wildcat - als Khadija Young
- 2017 King Arthur: Legend of the Sword - als Kay
- 2017 The Ministry of Stories Anthology of Horror - als Medusa
- 2015 The Ark - als Aris
- 2014 Murdered by My Boyfriend - als Ashley

### Televisieseries
Uitgezonderd eenmalige gastoptredens.
- 2022 Suspicion - als Natalie Thompson - 8 afl.
- 2020 The Pale Horse - als Delphine Easterbrook - 2 afl.
- 2019 Oh Jerome, No - als Paige - 3 afl.
- 2018-2019 Krypton - als Lyta-Zod - 20 afl.
- 2017 Broadchurch - als rechercheur Katie Harford - 8 afl.
- 2016 One of Us - als Anna - 4 afl.
- 2016 Flowers - als Abigail - 6 afl.
- 2015 Tripped - als Kate - 4 afl.
- 2015 After Hours - als Jasmine - 6 afl.
- 2013 Ice Cream Girls - als jonge Serena - 3 afl.
- 2012 One Night - als Rochelle - 4 afl.
- 2011-2012 Sadie J - als Whitney - 6 afl.
- 2009 Freak - als Lucy - 16 afl.

- Library of Congress Control Number: no2019028094
- MusicBrainz: e44eece7-62f6-4e2a-93de-2f2896dcdaeb
- Nationale Bibliotheek van Israël: 987007402408905171
- Virtual International Authority File: 6178155191946882440001
- WorldCat: E39PBJdRrXkPThkGqpRBQ8dbBP